# Gustavo Buesa
Gustavo Buesa Ibáñez (1960, Barcelona) es un empresario español establecido en Lloret de Mar. Actualmente es el presidente del Grupo GBI, un conglomerado que agrupa a más de 20 sociedades que dan servicio a municipios, instituciones, empresas e industrias en la gestión integral de residuos municipales e industriales y en el diseño, la construcción y mantenimiento de espacios públicos. Buesa es copropietario de la empresa Barcelona Events Musicals, SI, que organiza el Festival Cruïlla Barcelona. Además, también tiene acciones en otras empresas del sector de la construcción, la restauración y el ocio.

## Reseña biográfica
Formado en Ciencias Empresariales, Gustavo Buesa fue socio fundador de Ingeniería de Residuos, S.A. en el año 1986. En 1990 adquiere el 100% de la sociedad y pone en  marcha un plan de crecimiento. En 1992 se incorpora a la  sociedad la compañía RF Proces,  S.A.,  formada  por  Fuerzas  Eléctricas  de  Cataluña,  S.A.  (FECSA)  y  RWE  Ibérica  de  Saneamiento, S.A.  (filial  del  grupo  alemán  RWE  Entsorgung),  desarrollando  nuevas  líneas  de  negocio  en  el  sector medioambiental.
En  2003  recupera  el  100%  de  la  sociedad,  constituyendo  el  Grupo  que  ahora  preside.  En  2008  inicia  la expansión internacional del grupo, presente en México y Rumanía. 
A lo largo de su trayectoria, también ha ejercido de consejero externo independiente de Iberdrola Renovables, así como de miembro de la Comisión de Auditoría y Cumplimiento de la misma compañía.
En 2016 fue investigado por irregularidades en la adjudicación de contratos municipales de limpieza y tratamiento de residuos de Lloret de Mar, pero en 2018 se archivó la causa.

## Actividad filantrópica
Gustavo Buesa, a través de su empresa Grupo GBI, colabora con un gran número de causas sociales y solidarias:
- Donativo a la Associació Pas a Pas hacia la inclusión de las personas con autismo de Lloret de Mar para sufragar la totalidad de los gastos de adecuación, climatización y equipamiento del nuevo Centro de Atención al Autismo.[7]

- Patrocinador de la gala benéfica People in red[8] impulsada por el doctor Bonaventura Clotet. La gala, organizada por la Fundación Lucha contra el sida, destina todos sus esfuerzos para poder acabar con esta dolencia.
- Patrocinador del Club de Remo Santa Cristina de Lloret de Mar
- Patrocinador del Club de Hockey de Lloret de Mar